# Hypsiboas maculateralis
Espèce
Hypsiboas maculateralis est une espèce d'amphibiens de la famille des Hylidae.

## Répartition

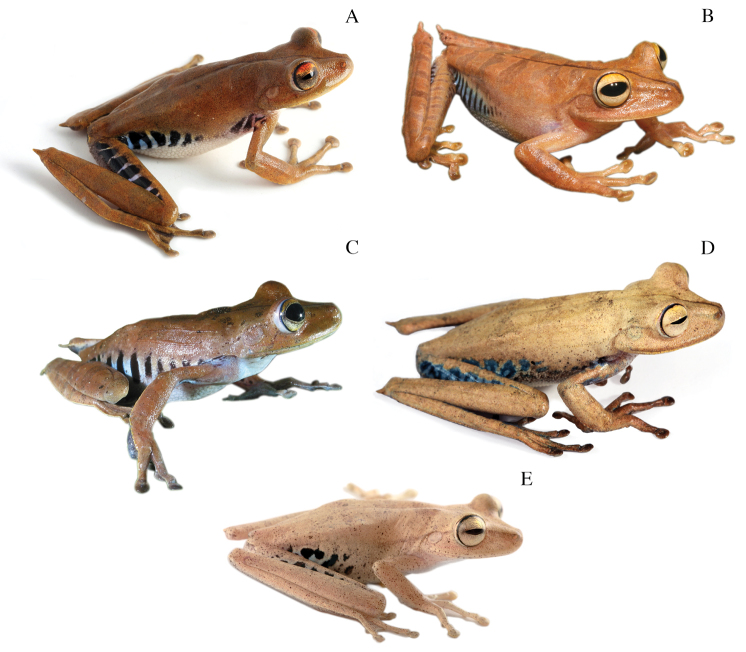
Hypsiboas maculateralis femelle (D)

Cette espèce se rencontre entre 186 et 354 m d'altitude :
- en Équateur dans les provinces de Napo, d'Orellana, de Pastaza, et de Sucumbíos ;
- au Pérou dans la région de Madre de Dios.

Sa présence est incertaine dans le sud de la Colombie.

## Description
Les 22 spécimens adultes mâles observés lors de la description originale mesurent entre 31,86 mm et 39,17 mm de longueur standard et les 6 spécimens adultes femelles observés lors de la description originale mesurent entre 32,04 mm et 55,31 mm de longueur standard.

## Étymologie
L'épithète spécifique maculateralis vient du latin maculatus, maculé, et de lateralis, latéral, en référence aux taches brun foncé présentes sur les flancs de cette espèce.

## Publication originale
- Caminer & Ron, 2014 : Systematics of treefrogs of the Hypsiboas calcaratus and Hypsiboas fasciatus species complex (Anura, Hylidae) with the description of four new species. ZooKeys, no 370, p. 1–68 (texte intégral).